# Gennadi Iwanowitsch Gerassimow

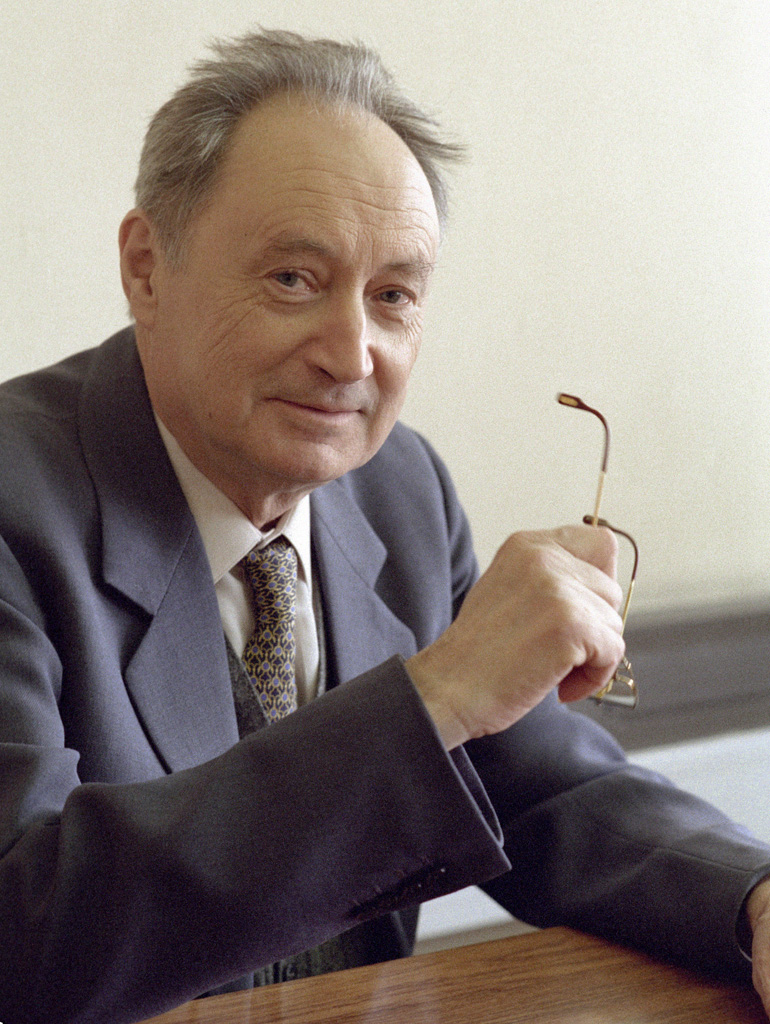
Gennadi Gerassimow (2001)

Gennadi Iwanowitsch Gerassimow (russisch Геннадий Иванович Герасимов; * 3. März 1930 in Jelabuga; † 14. September 2010 in Moskau) war ein sowjetischer Diplomat.
Gerassimow war ab 1986 außenpolitischer Sprecher von Michail Gorbatschow und seines Außenministers Eduard Schewardnadse. Er zählt zu den Persönlichkeiten der deutschen Einheit. Nach dem Fall des Eisernen Vorhangs 1990 ging Gerassimow als Diplomat nach Portugal.
International bekannt wurde sein im Oktober 1989 geprägtes Diktum von der Sinatra-Doktrin.
Nach Erinnerung verschiedener Journalisten gilt Gerassimow als Urheber des meist Gorbatschow zugeschriebenen Ausspruchs „Wer zu spät kommt, den bestraft das Leben“ (russisch «Кто опаздывает, того наказывает жизнь.»): Auf einer Pressekonferenz anlässlich des Staatsbesuchs in der DDR am 7. Oktober 1989 erklärte der Diplomat in Englisch, Gorbatschows Treffen mit Erich Honecker lasse sich durch folgendes Zitat charakterisieren: „Those who are late will be punished by life itself.“